# Orthoporus palmensis
Orthoporus palmensis är en mångfotingart som först beskrevs av Henri W. Brölemann 1905.  Orthoporus palmensis ingår i släktet Orthoporus och familjen Spirostreptidae. Inga underarter finns listade i Catalogue of Life.